# Gäddsarkom

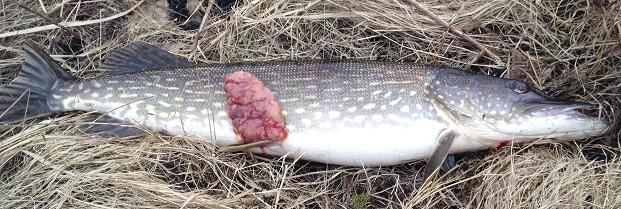
Gäddsarkom

Gäddsarkom (”Esox Sarcoma”) är böldliknade yttre cancertumörer som orsakas av ett retrovirus (Esox lymphoma retrovirus), och är alltså inte bölder enligt definitionen. Det är ett lymfosarkom som i Sverige är specifikt för gädda, Esox lucius. Viruset sprider sig i gäddans kropp via lymf- och kärlsystemet.

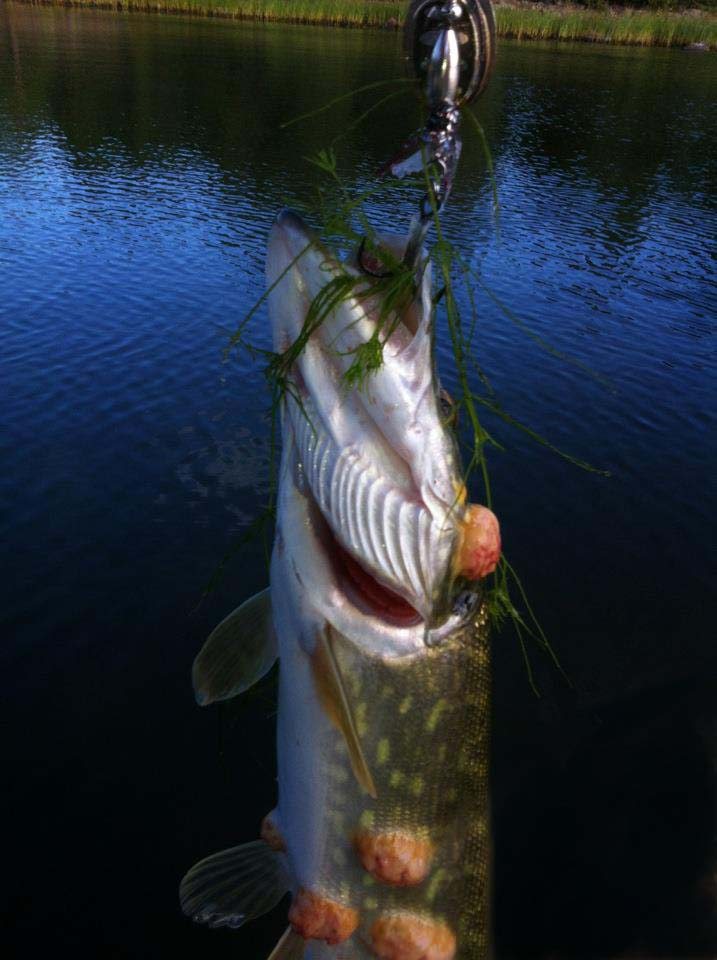
Gäddsarkom

## Allmänt
I Sverige är gäddan den enda fiskart som denna form av lymfosarkom har observerats på. Cancerformen (lymfom) kan dock ses hos många andra vertebrater, både akvatiska och terrestra.
Det har dokumenterats två former av gäddsarkom: Esox Sarcoma (även kallad Esox lymphosarcoma) som rapporteras från insjöar och längs den finska och svenska Östersjökusten, samt Esocid lymphosarcoma som återfinns i rapporter från Nordamerika, Irland och även Finland.
Vissa forskare anser att de två formerna är en och samma, och att benämningen beror på en oenighet om namnet.
När sjukdomen beskrivs hos nordamerikanska arter ur gäddfamiljen så används gäddsläktets samlingsnamn Esocid, medan rapporter kring den art vi har i Sverige (Esox lucius) benämner det som Esox sarcoma. Andra rapporter gör gällande att det verkligen är två former.

## Sjukdomsbeskrivning
Tumörerna är mjuka utväxande klumpar av vävnad, vanligtvis något ovala eller njurformade och 2-10 cm breda. Färgen varierar från blekt gul-rosa till orange. Tumörerna kan sitta på fenor och fenbaser, i munnen, på gällock eller på plana ytor som rygg, buk och sidor. I rapporter rörande Esocid sarcoma kan svulsterna återfinnas både på kroppen som vid Esox sarcoma, men ska vid kraftiga angrepp även kunna drabba inre organ som njurar, lever och mjälte .
För att kunna säkerställa sjukdomen behövs en histologisk undersökning för att se om det verkligen är den maligna tumör som gäddsarkom utgör. 

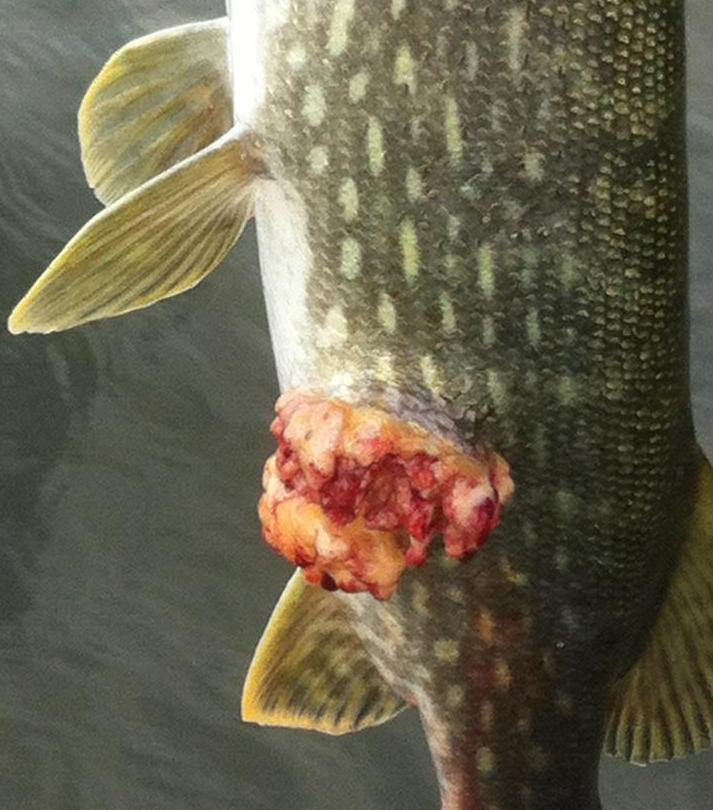
Sarkom närbild

## Spridning
Gäddsarkom ses vanligtvis på könsmogna gäddor över tre års ålder, mestadels på hannar (fördelat 2.5:1 mellan könen). Retroviruset antas på grund av detta spridas vid närkontakt under leken. Inkubationstiden är mellan en och arton månader.
Andelen smittade gäddor i populationerna (prevalensen) varierar beroende på tid och plats, men siffror mellan 5 procent och upp till 21 procent nämns i litteraturen.  
Vid försök har det bevisats att friska gäddor kan smittas via vattnet. Virus som har filtrerats ut ur tumörer har tillsatts till kar med friska gäddor och 90 procent av fiskarna fick sedan tumörer. Försöket visar att sarkom inte bara smittar vid direkt kontakt, men det finns inga bevis för smitta på detta sätt i vilda bestånd. På många håll föreslås miljögifter och försämrad vattenkvalitet ha ett samband med tumörerna, inducerat av försämrat immunförsvar och att viruset kan mutera och bli aggressivare.
Viruset har en hög aktivitet redan vid låga temperaturer och en aktivitet på över 80 procent vid temperaturer mellan 5 och 25 Cº. Högst aktivitet ses vid ungefär 17 Cº. Vid högre temperaturer avtar virusets aktivitet markant, vilket bland annat utgör en barriär som förhindrar att det kan överföras till varmblodiga djur som människan. 
Mängden smittade gäddor varierar från år till år och mellan populationer, men eftersom gäddbestånden repar sig snabbt så utgör sjukdomen i nuläget inget direkt hot mot gäddan som art.

## Dödlighet
Den höga prevalensen tyder på att dödligheten är tämligen låg, men inga siffror nämns i litteraturen. Enligt Statens Veterinärmedicinska Anstalt (SVA) kan cancersvulsterna läka ut.

## Behandling
Inga kända botemedel finns för närvarande då cancertumörerna beror på ett retrovirus. Om orsaker som miljögifter och dålig vattenkvalité stämmer, så kan sjukdomen minskas genom minskade utsläpp.

## Övrigt
Gäddor med lymfosarkom kan förtäras, men anses på grund av sitt osmakliga utseende vara av sämre kvalitet.